# Wilson Luís Angotti Filho
Dom Wilson Luís Angotti Filho (Taquaritinga, 5 de abril de 1958) é um prelado católico, bispo da Diocese de Taubaté.
Aos 4 de maio de 2011 foi nomeado pelo Papa Bento XVI como bispo-auxiliar da Arquidiocese de Belo Horizonte. 
Em 15 de abril de 2015, o Papa Francisco o transfere para a Diocese de Taubaté.